# The Thing Which Solomon Overlooked 3
The Thing Which Solomon Overlooked 3 è l'undicesimo album in studio del gruppo musicale giapponese Boris, pubblicato nel 2006.

## Tracce
Side 1
1. Leviathan – 17:06
2. Dimly Tale – 2:24

Side 2
1. No Ones Grieve Part 1 – 7:21
2. Sola Stone – 13:06